# Gye-dong
Gye-dong là một dong, phường của Jongno-gu ở Seoul, Hàn Quốc. Nó là một dong pháp lý (법정동 法定洞) quản lý bởi dong hành chính (행정동 行政洞), Gahoe-dong.
Vùng này là quê hương của phòng tắm Joongang, nhà tắm công cộng lâu đời nhất Hàn Quốc, nó nằm ở cuối phía Bắc của tuyến đường chính. Nó còn có một cửa hàng phần cứng cũ và cửa hàng dầu vừng từ năm 1970, cũng như các quán ăn và cà phê theo phong cách tương tự.

## Liên kết
- Trang chính thức Jongno-gu bằng tiếng Anh
- (tiếng Hàn) Biểu tượng của Jongno-gu bởi dong hành chính Lưu trữ ngày 23 tháng 2 năm 2004 tại archive.today
- (tiếng Hàn) Văn phòng dân cư Gahoe-dong Lưu trữ ngày 10 tháng 1 năm 2006 tại Wayback Machine
- (tiếng Hàn) Nguồn gốc của tên Gye-dong[liên kết hỏng]